# Pic à cou noir
Colaptes atricollis
Espèce
Statut de conservation UICN

 LC  : Préoccupation mineure
Le Pic à cou noir (Colaptes atricollis) est une espèce d'oiseau endémique du Pérou appartenant à la famille des Picidae.

## Sous-espèces
Cet oiseau est représenté par deux sous-espèces :
- Colaptes atricollis atricollis (Malherbe, 1850)
- Colaptes atricollis peruvianus (Reichenbach, 1854)